# Szécsény
Szécsény é uma cidade da Hungria, situada no condado de Nógrád. Tem 45,67 km² de área e sua população em 2019 foi estimada em 5.695 habitantes.